# Roger Garnung
Pas d'image ? Cliquez ici

a Compétitions nationales et continentales officielles uniquement.

b Matchs officiels uniquement.
Roger Garnung, né le 2 décembre 1935 à Biganos et mort le 17 février 1999 à Pessac, est un joueur et entraîneur de rugby à XIII dans les années 1950 et 1960 évoluant au poste de demi de mêlée, de demi d'ouverture ou de centre.
Après des débuts au club de Facture-Biganos, où il devient international Junior puis Amateur, il rejoint Bordeaux XIII entre 1957 et 1960. Il part ensuite pour Villeneuve-sur-Lot disputant une finale de Championnat de France en 1962 aux côtés de Jean Panno, Jacques Merquey et Jacques Dubon, avant de revenir à Bordeaux-Facture et y terminer sa carrière sportive comme joueur puis avec le poste d'entraîneur dans les années 1970.
Il connaît par ailleurs dix-huit sélections en équipe de France entre 1964 et 1968 et remporte des matchs prestigieux contre la Grande-Bretagne, la Nouvelle-Zélande et l'Australie.
Il participe à la Tournée de l'équipe de France en 1964 en Australie et Nouvelle-Zélande.
En hommage à sa belle carrière, le stade municipal de Biganos porte son nom.

## Palmarès
- Collectif :
  - Finaliste du Championnat de France : 1962 (Villeneuve-sur-Lot).

### Détails en sélection
| 1.  | 8 mars 1964      | Grande-Bretagne  | 5-11  | Test-match | Demi de mêlée    | - | - | - | - |
| 2.  | 18 mars 1964     | Grande-Bretagne  | 0-39  | Test-match | Demi de mêlée    | - | - | - | - |
| 3.  | 25 juillet 1964  | Nouvelle-Zélande | 16-24 | Tournée    | Demi de mêlée    | - | - | - | - |
| 4.  | 1er août 1964    | Nouvelle-Zélande | 8-18  | Tournée    | Demi de mêlée    | 2 | - | - | 1 |
| 5.  | 15 août 1964     | Nouvelle-Zélande | 2-10  | Tournée    | Centre           | 2 | - | 1 | - |
| 6.  | 6 décembre 1964  | Grande-Bretagne  | 18-8  | Test-match | Demi de mêlée    | - | - | - | - |
| 7.  | 23 janvier 1965  | Grande-Bretagne  | 7-17  | Test-match | Demi de mêlée    | - | - | - | - |
| 8.  | 15 novembre 1965 | Nouvelle-Zélande | 14-3  | Test-match | Centre           | - | - | - | - |
| 9.  | 28 novembre 1965 | Nouvelle-Zélande | 6-2   | Test-match | Demi d'ouverture | 6 | - | 3 | - |
| 10. | 12 décembre 1965 | Nouvelle-Zélande | 28-5  | Test-match | Demi de mêlée    | 3 | 1 | - | - |
| 11. | 16 janvier 1966  | Grande-Bretagne  | 18-13 | Test-match | Demi de mêlée    | - | - | - | - |
| 12. | 5 mars 1966      | Grande-Bretagne  | 8-4   | Test-match | Demi de mêlée    | - | - | - | - |
| 13. | 22 janvier 1967  | Grande-Bretagne  | 13-16 | Test-match | Demi de mêlée    | - | - | - | - |
| 14. | 4 mars 1967      | Grande-Bretagne  | 23-13 | Test-match | Demi de mêlée    | - | - | - | - |
| 15. | 17 décembre 1967 | Australie        | 7-7   | Test-match | Demi de mêlée    | - | - | - | - |
| 16. | 24 décembre 1967 | Australie        | 10-3  | Test-match | Demi de mêlée    | - | - | - | - |
| 17. | 7 janvier 1968   | Australie        | 16-13 | Test-match | Demi de mêlée    | - | - | - | - |
| 18. | 11 février 1968  | Grande-Bretagne  | 13-22 | Test-match | Demi de mêlée    | - | - | - | - |